# (39406) 1145 T-1
1145 T-1 (asteroide 39406) é um asteroide da cintura principal. Possui uma excentricidade de 0.12924060 e uma inclinação de 3.65152º.
Este asteroide foi descoberto no dia 25 de março de 1971 por Cornelis Johannes van Houten e Ingrid van Houten-Groeneveld e Tom Gehrels em Palomar.